# キリスト教民主同盟＝チェコスロバキア人民党
キリスト教民主同盟＝チェコスロバキア人民党（キリストきょうみんしゅどうめい＝チェコスロバキアじんみんとう、チェコ語: Křesťanská a demokratická unie – Československá strana lidová,KDU–ČSL）は、チェコの政党。1919年以来の歴史を持つ古参のキリスト教民主主義政党である。

## 党史

### 前史
19世紀末、当時はオーストリア＝ハンガリー帝国の領域だったボヘミアとモラビアにおいてカトリック系の政党を作る動きが起きた。1894年には キリスト教社会党、1896年には モラビア・カトリック国民党 が結成されている。

### チェコスロバキア人民党の結成
第一次世界大戦後、オーストリア＝ハンガリー帝国が崩壊し、独立国となったチェコスロバキアの首都プラハで1919年、既存のカトリック政党が合流することによって チェコスロバキア人民党（チェコ語: Československá strana lidová、略称: ČSL）が結成された。党首にはヤン・シュラーメクが就任した。翌々年、1921年には連立政権に参加。チェコスロバキアの主要政党のひとつとなった。

### ナチスの侵攻と共産化の下で
1938年から1939年にかけてチェコスロバキアがナチス・ドイツに占領されると、イギリスに置かれたチェコスロバキア亡命政府で、ベネシュ大統領の下にシュラーメクが首相となった。1945年に第二次世界大戦が終結すると、帰国したČSLはベネシュ大統領の下で挙国一致内閣に参加し、そのなかの右派を構成した。
しかし1948年にチェコスロバキア共産党 (略称: KSČ) が全権を掌握すると、ČSLの幹部の多くは逮捕・投獄され、ČSL自体は辛うじて党の存在は許容されたものの、共産党の指導下にある統一戦線組織・国民戦線への参加を強いられ、共産党のヘゲモニー政党制（人民民主主義体制）が確立するなかで衛星政党となってしまった。なおČSLは衛星政党でありながらも、1984年の数字で6万人以上の党員を有しており比較的、独自の組織力があった。

### ビロード革命と活動再開、現在の党名へ
1989年のビロード革命の後、共産党の衛星政党から脱したČSLは本来のキリスト教民主主義政党としての活動を再開した。1992年にはドイツの同名の党を模した キリスト教民主同盟（チェコ語: Křesťanská a demokratická unie、略称: KDU）と合同し、現在の党となった。ČSLは旧来のイメージの刷新を必要とし、KDUは新党で組織力を欠いていたため、両者の思惑が一致したゆえの合同劇であった。
KDU-ČSLは市民民主党(ODS)のヴァーツラフ・クラウスが率いる連立政権に参加した。

## 現況
2025年6月現在の議長（党首）は、マレク・ヴィーボルニー（農相）である。なお1993年のスロバキアとの分離（ビロード離婚）後も歴史的経緯から党名に「チェコスロバキア」の名称を維持し続けている。

### 支持基盤の特徴
KDU-ČSLの得票は伸び悩みながらも安定している（得票率6 - 10%）。主な地盤はモラビアの伝統的にカトリックが強い農村部であるが、党員・支持者の高齢化が問題となっている。

### キャスティング・ボートによる大きな影響力
だがKDU-ČSLは二大政党である市民民主党、チェコ社会民主党 (ČSSD) の双方と手を組めるキャスティング・ボートを握る中間的な政治的位置にいるため、議席・得票以上に大きな影響力を持てる状態にある。また他党と比べて汚職などのスキャンダルが少ないことも有利に働いている。
2002年には中道・自由主義政党の 自由連合-民主連合 と政党連合を組んで下院総選挙を戦った。選挙後は初めて社会民主党と連立政権を組んだ。
2006年の下院総選挙では市民民主党が勝利したため、今度は同党および緑の党で3党連立を組んだ。
2009年5月、ツィリル・スヴォボダが党首に選出されたが、左派色が強まることに反発した前党首ミロスラフ・カロウセクが離党し、中道右派政党「TOP 09」を結成したため、党は分裂状態に陥った。そして2010年5月の総選挙では得票率4.39%に留まり、議席獲得に必要な5%条項を突破できず、下院における全議席を失う結果となり、スヴォボダは党首を辞任した。同年10月に行われた上院選挙では改選された27議席中2議席を得た。
2011年11月、新たな党首にビロブラデックを選出
2012年10月の上院選挙では1議席を獲得、同時に行われた地方議会選挙（13県議会の議員を選出）では5.8％の得票で42議席を獲得。首相であるイジー・ルスノク（6月に首相を辞任したペトル・ネチャスの後任）の信任案が否決された事を理由として2013年10月に行われた下院選挙では5%条項を若干上回る6.78%の支持を得て14議席を獲得、下院での議席を3年半ぶりに回復した。
中道右派の市民民主党、TOP 09との3党で政党連合を組み、SPOLUとして臨んだ2021年10月の下院選挙では合計で71議席を獲得し、与党・ANO 2011の72議席には1議席だけ及ばなかったものの、同じく野党連合の海賊と市長の37議席を合わせて過半数を制したため、政権交代を実現させることとなった。

### 国際提携
現在、ヨーロッパ規模の政党としては欧州人民党に、世界規模では中道民主インターナショナルに加盟している。